# Kadaba Amanikere, Gubbi
Kadaba Amanikere là một làng thuộc tehsil Gubbi, huyện Tumkur, bang Karnataka, Ấn Độ.